# Carlton House

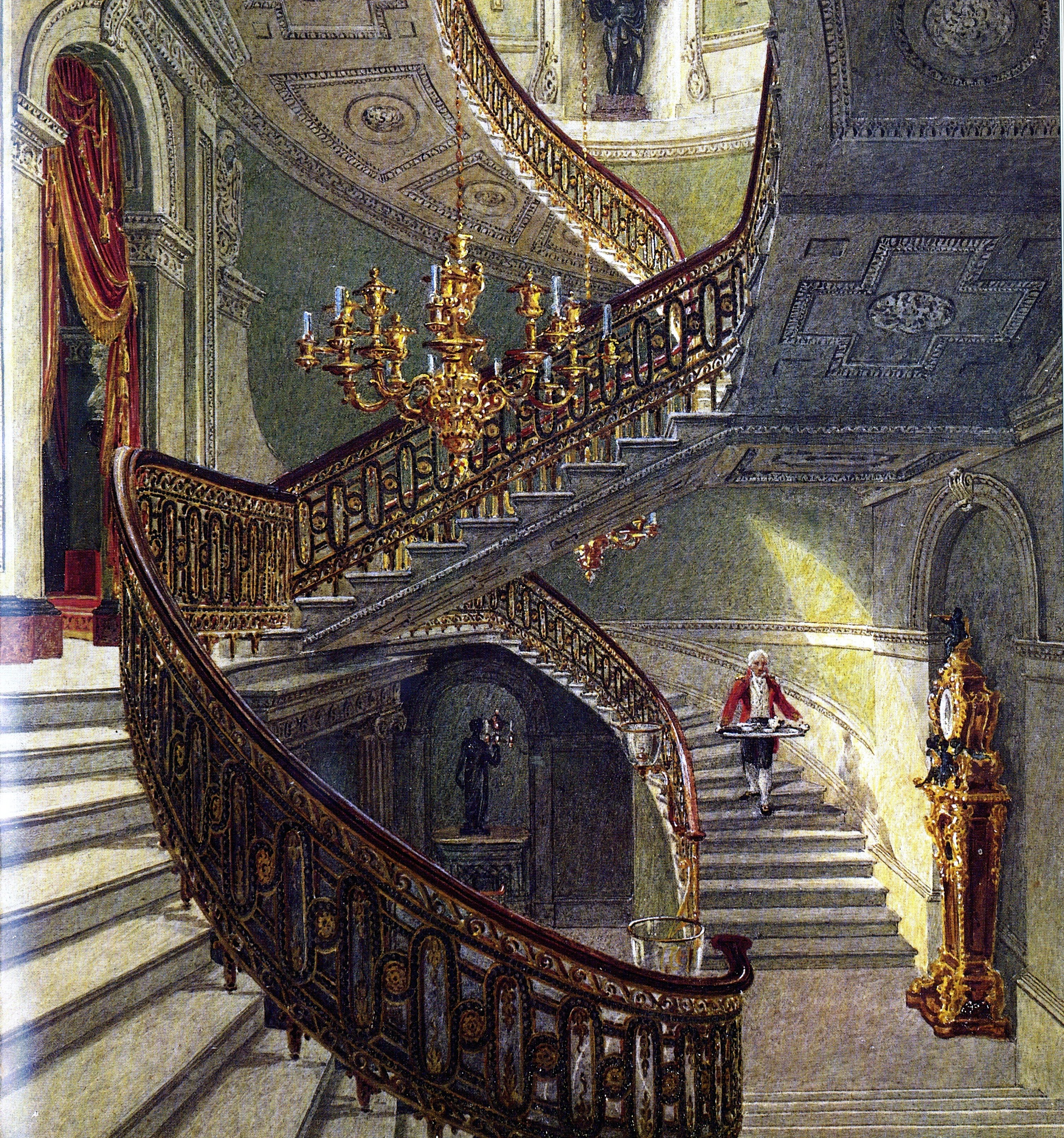
Trappenhuis

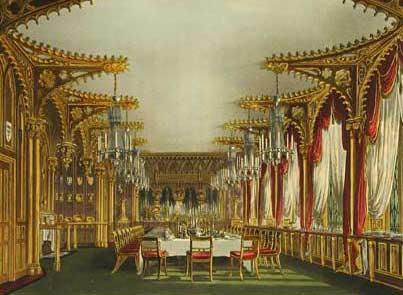
Eetzaal

Carlton House was de Londense residentie van latere koning George IV. Hij woonde er sinds 1783, toen hij 21 werd, tot kort voor het begin van het prinsregentschap in 1810. Het huis staat symbool voor de levensstijl van de kroonprins (als dandy).
Het huis kon een paleis worden genoemd, maar toen hij koning werd vond George IV het te klein. Buckingham House werd verbouwd tot Buckingham Palace.
De televisieserie Blackadder the Third speelt zich grotendeels af op deze locatie.